# Le Côté de Guermantes
Le Côté de Guermantes est le troisième tome de À la recherche du temps perdu de  Marcel Proust publié entre 1920 et 1921 chez Gallimard. Dans son édition originelle, le roman est divisé en deux tomes : Le Côté de Guermantes I, suivi de Le Côté de Guermantes II.

## Résumé

### Tome 1
Dans cette première partie de l'œuvre, le narrateur et sa famille déménagent dans l’hôtel des Guermantes. Le narrateur se rend alors au théâtre afin de voir, pour la seconde fois de sa vie, La Berma dans le rôle de Phèdre, mais cette nouvelle occasion d'entendre une artiste qui lui avait « causé tant d'agitation » ne le tente plus. Il se met à regarder la princesse de Saxe qui se trouve en compagnie de Mme de Guermantes. Se sentant favorisé par un sourire qui lui est alors discrètement adressé, le narrateur ressent le désir impérieux de revoir Mme de Guermantes, et s'arrange pour la voir tous les jours en imitant ses promenades matinales. Mais fatiguée de devoir quotidiennement saluer cet importun, Mme de Guermantes le prend en horreur, ce qui attriste le narrateur, incapable de rompre sa perverse habitude, qu'il sait pourtant pernicieuse pour tous deux.
Le voyage du narrateur à Doncières est une occasion pour lui de revoir Saint-Loup ; c’est aussi à ce moment que l’affaire Dreyfus est abordée pour la première fois en profondeur. Cependant, lorsqu’il rentre à Paris, les choses ont changé : sa grand-mère est malade, l’hiver touche à sa fin et Mme de Guermantes est encore plus inaccessible. 
Saint-Loup revient alors à Paris et invite le narrateur à rencontrer sa maîtresse qui est finalement « Rachel quand du Seigneur », une cocotte que le narrateur avait fréquentée dans sa jeunesse. Il n’en dit cependant rien à Saint-Loup tandis qu’ils arrivent dans un restaurant où une dispute éclate entre Rachel et Saint-Loup, le jeune homme ne supportant pas que sa maîtresse jette des regards sur d’autres hommes. Une dispute plus grave éclate entre les deux amants un peu plus tard dans les coulisses d’un théâtre, et Saint-Loup, irrité, gifle un journaliste parce que la fumée de la cigarette de ce dernier importune le narrateur. 
Le narrateur se rend au salon de Mme de Villeparisis, et croise successivement, Bloch, Mme de Guermantes, Legrandin, M. de Norpois, M. de Guermantes, Mme de Cambremer, M. d’Argencourt, Saint-Loup, la mère de celui-ci, Mme Swann, et le baron de Charlus. Saint-Loup éprouve des remords d'avoir refusé un collier de Boucheron à sa maîtresse ; il quitte alors la réunion au regret de sa mère. À la sortie de cette réunion, le baron de Charlus accompagne le narrateur et lui propose de diriger sa vie, mais en tenant ensuite des propos antisémites sur la famille de Bloch. Après avoir demandé au narrateur de lui faire rapidement part de ses intentions, il fait un étrange choix de fiacre, après en avoir refusé plusieurs.
De retour chez lui, le narrateur découvre que la maladie de sa grand-mère s’est aggravée. On appelle alors Cottard à son chevet, mais on lui préfère finalement le docteur du Boulbon qui prétend que la maladie est simplement nerveuse. Le narrateur reçoit alors une lettre de Saint-Loup qui l’accuse de perfidie en raison de sa conduite lors de la réception de Mme de Villeparisis. Le narrateur se rend ensuite aux Champs-Élysées avec sa grand-mère, mais celle-ci est alors victime d’une attaque. Le médecin chez qui il la conduit en urgence lui annonce brutalement la vérité, et s’énerve car son habit n’est pas prêt ; ce tome se conclut par « Tandis que le professeur continuait à crier, je redescendis l’escalier vers ma grand-mère qui était perdue. Chaque personne est bien seule. »

### Tome 2
Dans le deuxième tome, le narrateur retrouve l'amitié avec une ancienne flamme, Albertine. Au départ Marcel ne sait pas si l'amour qu'il éprouve pour elle est vrai ou s'il s'agit simplement d'un sentiment de nostalgie pour Balbec, le lieu où ils se sont rencontrés. En tout cas, les deux vont redevenir un couple avec leurs moments de hauts et de bas.
La suite de l'histoire se déroule une nuit où le narrateur est invité à une soirée chez les Guermantes et découvre la vie d'esprit et de cour.

## Livres audio
Édition commerciale
- Marcel Proust (auteur) et Robin Renucci (narrateur), Le Côté de Guermantes : Tome 1, Paris, Éditions Thélème, 5 octobre 2006 (ISBN 978-2-87862-527-1, BNF 41477447)Support : 9 disques compacts audio ; durée : 9 h 11 min environ ; référence éditeur : Éditions Thélème 830. Précédemment édité par Thélème sous forme de deux coffrets séparés de 5 et 4 disques compacts audio.
- Marcel Proust (auteur) et Guillaume Gallienne (narrateur), Le Côté de Guermantes : Tome 2, Paris, Éditions Thélème, 5 octobre 2006 (ISBN 978-2-87862-528-8, BNF 41477466)Support : 11 disques compacts audio ; durée : 13 h 57 min environ ; référence éditeur : Éditions Thélème 831. Précédemment édité par Thélème sous forme de deux coffrets séparés de 5 et 6 disques compacts audio.

Édition gratuite
- Marcel Proust (auteur) et Pomme (narratrice), Le Côté de Guermantes, litteratureaudio.com, 29 janvier 2012 (écouter en ligne)Téléchargement MP3, sous forme de fichiers séparés ou d'archives groupées ; durée : 27 h 30 min environ.